# Kasiui
Kasiui (indonesisch Pulau Kasiui, auch Kesui, Kasui) ist eine der indonesischen Watubela-Inseln, die zu den Molukken gehören.

## Geographie
Kasiui ist die größte der Watubela-Inseln. Auf ihr befinden sich fünf Dörfer (Desa): Utta (Utah, Uta, Oeta) an der nördlichen Ostküste, Tamher Timur (Temeer Timur) an der Südküste, Tamher Barat (Temeer Barat) an der Südwestküste, Kelangan (Kalangan) an der Südostküste und Amar Laut (Amarlaut) zwischen Kelangan und Utta. Der Fischereihafen Gulir liegt an der mittleren Westküste und gehört administrativ zu Tamher Barat.
Als Teil des Subdistrikts (Kecamatan) Wakate gehört Kasiui zum Regierungsbezirk (Kabupaten) Ostseram der Provinz Maluku.
Um die Inseln gibt es Korallenriffe und Seegraswiesen, die sich durch eine hohe Biodiversität auszeichnen. Dazu kommen Mangrovenwälder, die in kleineren Flächen an der Küste von Kasiui verteilt liegen.

## Bevölkerung
2010 hatte Kasiui 5208 Einwohner. Die Ethnie der Watubela (Wesi) auf Kasiui spricht die austronesische Sprache Watubela. Die Watubela sind mehrheitlich muslimischen Glaubens, 25 % sind Christen.